# Liste der Kulturdenkmäler in Dreis-Brück
In der Liste der Kulturdenkmäler in Dreis-Brück sind alle Kulturdenkmäler der rheinland-pfälzischen Ortsgemeinde Dreis-Brück aufgeführt. Grundlage ist die Denkmalliste des Landes Rheinland-Pfalz (Stand: 17. Juli 2023).

## Einzeldenkmäler
| Bezeichnung                              | Lage                                          | Baujahr                                    | Beschreibung | Bild                           |
| ---------------------------------------- | --------------------------------------------- | ------------------------------------------ | --- | ------------------------------ |
| Katholische Filialkirche St. Apollinaris | Brück, Hauptstraße 47 Lage                    | 1878/82                                    | dreiachsiger Saalbau, 1878/82, wohl nach 1945 erweitert                                                                                                   | weitere Bilder Fotos hochladen |
| Wegekreuz                                | Brück, Hauptstraße, bei Nr. 47 Lage           | 1798                                       | Schaftkreuz, Sandstein, bezeichnet 1798 | weitere Bilder Fotos hochladen |
| Schulhaus                                | Brück, Heyrother Straße 9 Lage                | um 1920/30                                 | ehemalige Schule; Mansardwalmdachbau, Reformarchitektur, um 1920/30                                                                                       | Fotos hochladen                |
| Quereinhaus                              | Brück, Im Höfchen 4a Lage                     | 1850                                       | kleines Fachwerk-Quereinhaus, teilweise massiv, angeblich von 1850                                                                                        | Fotos hochladen                |
| Wegekapelle                              | Brück, südwestlich des Ortes an der K 65 Lage | 18. oder 19. Jahrhundert                   | Wegekapelle, Putzbau, 18. oder 19. Jahrhundert | BW                             |
| Hofanlage                                | Dreis, Am Ahbach 7 Lage                       | 19. Jahrhundert                            | Streckhof, 19. Jahrhundert, Bruchstein-Stallscheune | Fotos hochladen                |
| Hofanlage                                | Dreis, Breite Straße 10 Lage                  | um 1920/30                                 | ehemaliges Forsthaus (?); kleiner Winkelhof, Reformarchitektur, um 1920/30                                                                                | Fotos hochladen                |
| Wohnhaus                                 | Dreis, Brunnenstraße 5 Lage                   | Mitte des 18. Jahrhunderts                 | dreiachsiges Wohnhaus, eventuell noch aus der Mitte des 18. Jahrhunderts                                                                                  | Fotos hochladen                |
| Wohnhaus                                 | Dreis, Dockweilerstraße 4 Lage                | 17. oder erste Hälfte des 18. Jahrhunderts | Wohnhaus, 17. oder erste Hälfte des 18. Jahrhunderts, 1894 teilweise überformt, Hoftor bezeichnet 1777                                                    | Fotos hochladen                |
| Heiligenhäuschen                         | Dreis, Dockweilerstraße, bei Nr. 11 Lage      | zweite Hälfte des 18. Jahrhunderts         | Heiligenhäuschen, barock, Sandstein, zweite Hälfte des 18. Jahrhunderts                                                                                   | Fotos hochladen                |
| Wohnhaus                                 | Dreis, Hillesheimer Straße 2 Lage             | 1791                                       | barockes Wohnhaus, bezeichnet 1791, Hoftor bezeichnet 1772                                                                                                | Fotos hochladen                |
| Wohnhaus                                 | Dreis, Hillesheimer Straße 4 Lage             | um 1880                                    | Krüppelwalmdachbau, wohl um 1880 | BW                             |
| Wohnhaus                                 | Dreis, Hillesheimer Straße 5 Lage             |                                            | Wohnhaus oder Winkelhof | BW                             |
| Schulhaus                                | Dreis, Hillesheimer Straße 8/10 Lage          | 1837                                       | ehemalige Schule; mehrphasiger Bau, angeblich von 1837, links wohl zweiachsig erweitert, rechts fünfachsig erweitert, wohl am Anfang des 20. Jahrhunderts | Fotos hochladen                |
| Katholische Filialkirche St. Quirinus    | Dreis, Hillesheimer Straße 9 Lage             | 1823                                       | zweiachsiger Saalbau, bezeichnet 1823 | weitere Bilder Fotos hochladen |
| Wohnhaus                                 | Dreis, Hillesheimer Straße 34 Lage            | 1860                                       | Wohnhaus, bezeichnet 1860, Scheune aus dem 18. Jahrhundert                                                                                                | Fotos hochladen                |
| Wohnhaus                                 | Dreis, Kelberger Straße 4 Lage                | um 1800                                    | Krüppelwalmdachbau, um 1800 | Fotos hochladen                |
| Dreiser Burg                             | Dreis, Ringstraße 1 Lage                      | 1597                                       | dreigeschossiges Giebelhaus, runder Treppenturm, 1597 | weitere Bilder Fotos hochladen |
| Wohnhaus                                 | Dreis, Ringstraße 2 Lage                      | 1741                                       | Fachwerkhaus, teilweise massiv, bezeichnet 1741 | Fotos hochladen                |

## Ehemalige Kulturdenkmäler
| Bezeichnung | Lage                               | Baujahr                           | Beschreibung                                                              | Bild            |
| ----------- | ---------------------------------- | --------------------------------- | ------------------------------------------------------------------------- | --------------- |
| Quereinhaus | Dreis, Hillesheimer Straße 17 Lage | fortgeschrittenes 19. Jahrhundert | Quereinhaus, fortgeschrittenes 19. Jahrhundert; aus Denkmalliste gelöscht | Fotos hochladen |